# 얄스베르그 치즈
얄스베르그(노르웨이어: jarlsberg) 또는 얄스베르그오스트(노르웨이어: jarlsberg-ost→얄스베르그 치즈)는 노르웨이의 얄스베르그 지역에서 생산되는 소젖 치즈이다.

## 같이 보기
- 라클레트